# Weligton Robson Pena de Oliveira
Weligton Robson Pena de Oliveira (Fernandópolis, São Paulo; 26 d'agost de 1979) és un exfutbolista professional brasiler que jugava en posicions defensives. Va jugar principalment al Màlaga CF.